# Antonio Jakoliš
Antonio Jakoliš (ur. 28 lutego 1992 w Varaždinie) – chorwacki piłkarz, grający na pozycji pomocnika.

## Kariera piłkarska

### Kariera klubowa
Wychowanek HNK Šibenik, w barwach którego w 2009 rozpoczął karierę klubową. Z przyczyn nieuregulowania wynagrodzenia dla piłkarza anulował kontrakt z klubem i w lutym 2012 podpisał nowy kontrakt z bogatym ukraińskim zespołem Dnipro Dniepropetrowsk, skąd był wypożyczony do Krywbasa Krzywy Róg. Podczas przerwy zimowej sezonu 2012/13 Hajduk Split wykupił kontrakt piłkarza. Następnie grał w Royal Mouscron-Péruwelz, NK Zadar i NK Slaven Belupo. W 2014 przeszedł do CFR 1907 Cluj, a w 2016 do Steauy Bukareszt.

### Kariera reprezentacyjna
Występował we wszystkich juniorskich reprezentacjach Chorwacji. W 2010 zadebiutował w młodzieżowej reprezentacji Chorwacji.

## Sukcesy i odznaczenia

### Sukcesy klubowe
- finalista Pucharu Chorwacji: 2010